# Aniek van Koot
Aniek van Koot (Winterswijk, 15 augustus 1990) is een linkshandig rolstoeltennisspeelster uit Nederland. Zij werd driemaal Nederlands kampioen in het enkelspel: in 2013, 2014 en de december-editie van 2020. Ook in het dubbelspel werd zij drie keer Nederlands kampioen.

## Medische voorgeschiedenis
Van Koot werd geboren met een onvolgroeid rechterbeen. Na een aantal pogingen om het been te verlengen, besloot Van Koot in 2002 het been te laten amputeren om beter te kunnen functioneren.
In 2000 kwam Van Koot in aanraking met het rolstoeltennis en na de amputatie van haar been is zij ook toernooien gaan spelen.

## Loopbaan
In 2003 debuteerde Van Koot op het Dutch Open – in het enkelspel bereikte zij de finale (die zij verloor van Korie Homan); in het dubbelspel won zij de titel, samen met Homan.
Op 26 juli 2010 bereikte Van Koot de eerste plaats van de wereldranglijst in het dubbelspel.
Van Koot kwalificeerde zich in 2012 voor de Paralympische Spelen in Londen met een tweede plek op de wereldranglijst. Zij bereikte de finale in het vrouwenenkelspel, maar moest daarin haar meerdere erkennen in Esther Vergeer. Niet alleen in het enkelspel won zij een zilveren medaille, maar samen met Jiske Griffioen ook in het dubbelspel.
Op 26 januari 2013 won Van Koot het Australian Open door in de finale de Duitse Sabine Ellerbrock te verslaan. Op 28 januari 2013 bereikte zij de eerste plaats van de wereldranglijst in het enkelspel. Op 9 september 2013 won zij het US Open door in de finale weer Ellerbrock te verslaan. Aangezien Van Koot in 2013 alle grandslamtoernooien in het dubbelspel won, bezit zij een grand slam in die discipline.
In de week 25–29 mei 2015 speelde Van Koot in de Turkse stad Antalya (samen met Jiske Griffioen en Diede de Groot) in de World Team Cup. De Nederlandse dames wonnen de titel.
In de week 23–28 mei 2016 speelde Van Koot in het Ariake Colosseum in Tokio (samen met Jiske Griffioen, Diede de Groot en Marjolein Buis) in de World Team Cup. De Nederlandse dames wonnen de titel. In 2016 kwam Van Koot uit op de Paralympische Spelen van Rio de Janeiro. Zij ging weer met twee medailles naar huis: zilver in het enkelspel en goud in het dubbelspel (samen met Jiske Griffioen).
In de week 1–6 mei 2017 speelde Van Koot in Alghero op Sardinië (samen met Diede de Groot en Michaela Spaanstra) in de World Team Cup. De Nederlandse dames bereikten de finale waarin het Chinese team, bestaande uit Zhu Zhenzhen en Huang Huimin, revanche nam voor het finaleverlies in 2016.
In de week 28 mei–3 juni 2018 speelde Van Koot op de banen van Sprenkelaar en van De Maten in Apeldoorn (samen met Diede de Groot en Michaela Spaanstra) in de World Team Cup. De Nederlandse dames wonnen de titel.
In de week 13–18 mei 2019 speelde Van Koot in het Larry and Mary Greenspon Israel Tennis Centre in de Israëlische stad Ramat Hasjaron (samen met Diede de Groot, Marjolein Buis en Michaela Spaanstra) in de World Team Cup. De Nederlandse dames wonnen de titel. Na zes jaar won Van Koot ook weer een grandslamtitel, op Wimbledon, waar zij landgenote en titelverdedigster Diede de Groot het nakijken gaf – met De Groot aan haar zijde won zij bovendien de titel in het dubbelspel op Wimbledon 2019 alsmede die op het US Open. Met het winnen van alle dubbelspeltitels in 2019 verkreeg Van Koot voor de tweede keer een grand slam in het dubbelspel.
Op 2 oktober 2021 wonnen de Nederlandse rolstoeltennisvrouwen Aniek van Koot, Jiske Griffioen en Diede de Groot de World Team Cup, die werd gehouden op Sardinië (Italië). Het team van Oranje versloeg Japan in de finale met 2–0.
In mei 2022 bereikten de Nederlandse rolstoeltennisvrouwen Aniek van Koot, Jiske Griffioen, Lizzy de Greef en Diede de Groot de finale van de World Team Cup, die werd gehouden in Vilamoura (Portugal) – zij verloren de eindstrijd van Japan.
In augustus 2023 werd Van Koot in Rotterdam Europees kampioen in het dubbelspel (samen met Diede de Groot) – zij won zilver in het enkelspel. 
In het dubbelspel bereikte Van Koot 45 grandslamfinales, waarvan zij er 24 winnend wist af te sluiten (peildatum januari 2025).

## Resultaten grandslamtoernooien
| Legenda | Legenda                          |
| ------- | -------------------------------- |
| g.t.    | geen toernooi gehouden           |
| l.c.    | lagere categorie                 |
| –       | niet deelgenomen                 |
| G       | uitgeschakeld in de groepsfase   |
| 1R      | uitgeschakeld in de eerste ronde |
| 2R      | uitgeschakeld in de tweede ronde |
| 3R      | uitgeschakeld in de derde ronde  |
| 4R      | uitgeschakeld in de vierde ronde |
| KF      | uitgeschakeld in de kwartfinale  |
| HF      | uitgeschakeld in de halve finale |
| F       | de finale verloren               |
| W       | het toernooi gewonnen            |
| w-v     | winst/verlies-balans             |

### Enkelspel
- De kwartfinale was tot 2023 doorgaans de eerste ronde.

| toernooi        | 2004 |      | 2006 | 2007 | 2008 | 2009 | 2010 | 2011 | 2012 | 2013 | 2014 | 2015 | 2016 | 2017 | 2018 | 2019 | 2020 | 2021 | 2022 | 2023 | 2024 | 2025 |
| --------------- | ---- | ---- | ---- | ---- | ---- | ---- | ---- | ---- | ---- | ---- | ---- | ---- | ---- | ---- | ---- | ---- | ---- | ---- | ---- | ---- | ---- | ---- |
| Australian Open | 1R   | 2R   | 1R   | 1R   | –    | HF   | 1R   | F    | W    | –    | HF   | F    | 1R   | HF   | HF   | F    | 1R   | F    | 2R   | 2R   | F    |      |
| Roland Garros   | g.t. | g.t. | –    | HF   | 1R   | 1R   | HF   | F    | HF   | F    | F    | 1R   | HF   | HF   | HF   | HF   | HF   | HF   | –    | HF   | F    |      |
| Wimbledon       | g.t. | g.t. | g.t. | g.t. | g.t. | g.t. | g.t. | g.t. | g.t. | g.t. | g.t. | F    | HF   | F    | W    | g.t. | 1R   | 1R   | HF   | F    |      |      |
| US Open         | g.t. | –    | –    | g.t. | HF   | 1R   | F    | g.t. | W    | F    | HF   | g.t. | HF   | 1R   | 1R   | –    | HF   | HF   | 2R   | g.t. |      |      |

### Dubbelspel
- De halve finale was tot 2023 doorgaans de eerste ronde.

| toernooi        | 2004 |      | 2006 | 2007 | 2008 | 2009 | 2010 | 2011 | 2012 | 2013 | 2014 | 2015 | 2016 | 2017 | 2018 | 2019 | 2020 | 2021 | 2022 | 2023 | 2024 | 2025 |
| --------------- | ---- | ---- | ---- | ---- | ---- | ---- | ---- | ---- | ---- | ---- | ---- | ---- | ---- | ---- | ---- | ---- | ---- | ---- | ---- | ---- | ---- | ---- |
| Australian Open | 1R   | 2R   | HF   | HF   | –    | W    | F    | F    | W    | –    | F    | F    | W    | F    | W    | F    | W    | W    | W    | 1R   | HF   |      |
| Roland Garros   | g.t. | g.t. | –    | 1R   | F    | W    | F    | 1R   | W    | F    | W    | F    | F    | W    | W    | W    | W    | W    | –    | W    | HF   |      |
| Wimbledon       | g.t. | g.t. | g.t. | g.t. | –    | 1R   | F    | W    | W    | F    | F    | F    | 1R   | 1R   | W    | g.t. | 1R   | F    | 1R   | 1R   |      |      |
| US Open         | g.t. | –    | –    | g.t. | 1R   | F    | F    | g.t. | W    | F    | W    | g.t. | F    | F    | W    | –    | W    | W    | 1R   | g.t. |      |      |